# Sorradile
Sorradile är en ort och kommun i provinsen Oristano i regionen Sardinien i Italien. Kommunen hade 363 invånare (2017).